# Maça (llinatge)
El llinatge dels Maça era un llinatge aragonès que formà diverses branques: Maça de Liçana, Maça de Sangarrén, Maça de Vergua, Maça de Las Cellas.
Les seves armes heràldiques presenten, per tant, diverses variants. Una d'aquestes era en camp d'atzur tres maces d'or amb els ferro de plata.

## Llista dels Maça del Regne d'Aragó
- Fortún Maça, present a la batalla d'Alcoraz (1096)
- Blasco Maça I (fill)
- Darzo Maça
- Gómez Maça
- Blasco Maça II
- Fortunyo Maça
- Pero Maça
- Blasco Maça de Borja
- Blasco Maça
- Pero Maça de Sangarrén, present a la Conquesta de Mallorca (1229) i mort el 1245

## Llista dels Maça del Regne de València
- Pero Maça de Sangarrén (o Pero Maça I)
- Blasco Maça I
- Blasco Maça II
- Pero Maça II
- Pero Maça III
- Pero Maça IV (o Pero Maça de Liçana)
- Pero Maça V (o Pero Maça de Liçana i d'Alagó)
- Martín Maça I (o Martín Maça de Liçana i Cornel)
- Pero Maça VI (o Pero Maça de Liçana i de Rocafull)
- Pero Maça VII (o Pero Maça de Liçana i Carròs d'Arborea)
- Johan Maça I (o Johan Maça de Liçana i Cascante)